# Інцидент з Айдзавою

Передова газети Асахі-шімбун за 12 серпня 1935 року з повідомленням про вбивство:
«Сьогодні зранку у Міністерстві армії заколото начальника служби військових справ Тецузана Нагато. Убивця — невідомий підполковник дійсної служби».

Інцидент із Айдзавою (яп. 【相沢事件】, あいざわじけん) — вбивство генерал-лейтенанта імператорської армії Японської імперії пана Тецузан Нагата який був начальником служби військових справ міністерства армії Японської імперії, підполковником імперської армії Японської імперії Сабуро Айдзавою вдень 12 серпня 1935 року.

## Короткі відомості
Після жовтневого інциденту 1931 року в імперській армія Японської імперії утворилися дві воєнні фракції, які почали ворогувати між собою — перша воєнна фракція "Тосейха" (Фракція контролю) й інша воєнна фракція "Кодоха"(Імперський шлях) У березні 1934 року один із лідерів воєнної фракції "Тосейха" пан Тецузан Нагата, був призначений начальником служби військових справ Міністерства Армії Японської імперії, у зв'язку з чим посилилося переслідування опонентів з іншої фракції. Через це член воєнної фракції "Кодоха" пан Сабуро Айдзава убив Тецузана Нагата як відповідального за репресії в японській армії. Молоде офіцерство використало судовий процес над своїм однодумцем для декларації опору ворожій до них фракції "Тосейха", а згодом вчинило спробу державного перевороту в Японській імперії в 26 лютого 1936 року, який увійшов в історію як "Інцидент 26 лютого". Спроба державного перевороту провалилась, а 3 липня 1936 року Сабуро Айдзаву було страчено за вироком військового трибуналу.